# Storstadsregionen Berlin-Brandenburg
Ej att förväxla med Stor-Berlin (Berlins gränser definierade 1920).

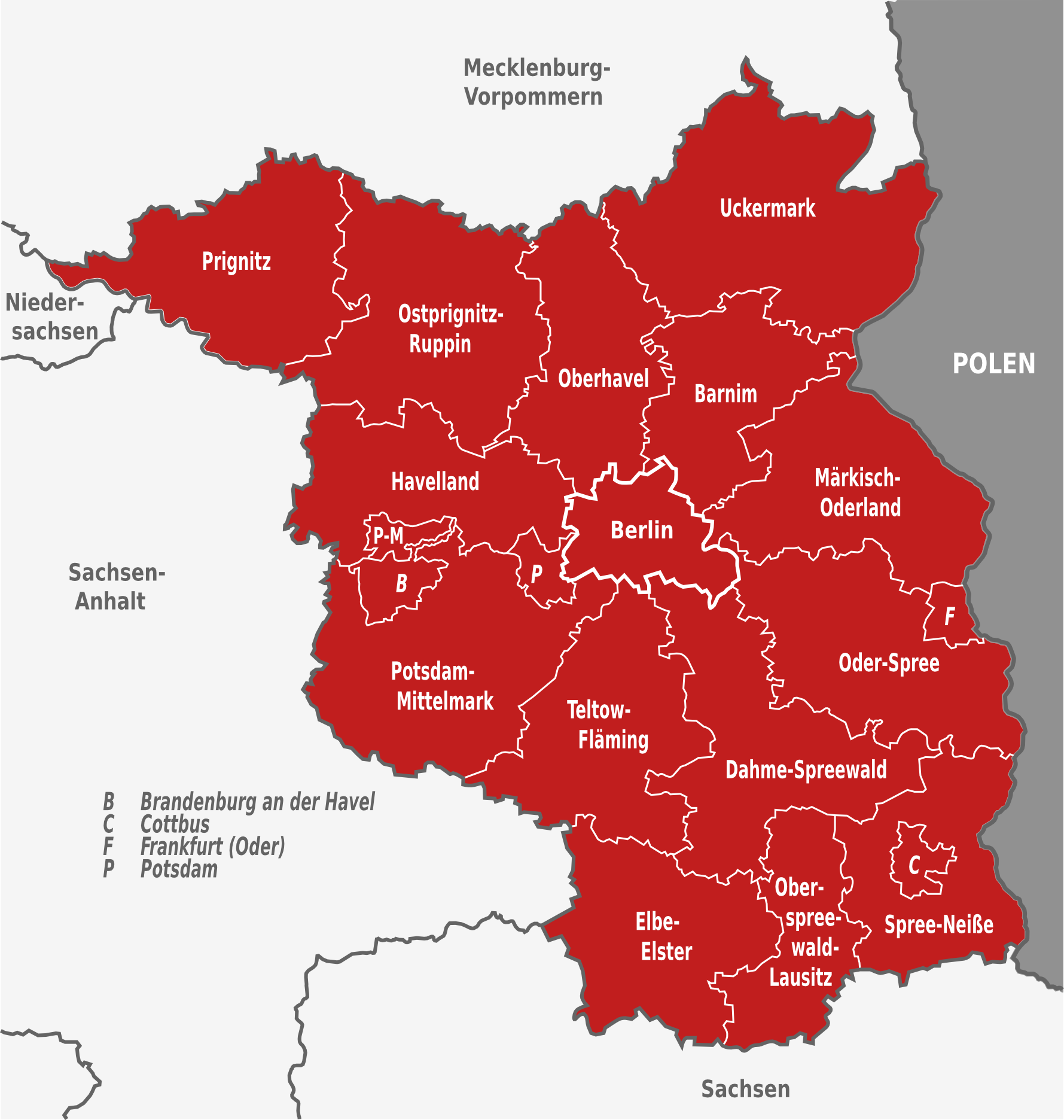
Karta över storstadsregionen Berlin-Brandenburg

Storstadsregionen Berlin-Brandenburg (tyska: Metropolregion Berlin/Brandenburg) bildas av staden Berlin och de tätbebyggda förorterna i förbundslandet Brandenburg vid Berlins stadsgräns. Regionen har 6 363 869 invånare (december 2023) och en yta på 30 370 km².
På grund av de nära banden mellan de båda förbundsländerna föreslogs ett gemensamt förbundsland, Berlin-Brandenburg, men planen avslogs 1996 vid en folkomröstning.
Med Berlin och Potsdam finns två storstäder i området, alla andra städer är medelstora. En tydlig tillväxt av invånare förtecknas i städerna Oranienburg, Velten och Hennigsdorf som ansluter nordlig eller nordvästlig om Berlin. Andra utvecklingscentrum är Königs Wusterhausen som har anslutning till Berlins pendeltåg, Schönefeld, där den nya flygplatsen Berlin/Brandenburg har byggts, och Ludwigsfelde som har större industrianläggningar.
| Områdestyp                                   | Areal (km²) | Invånarantal                 |
| -------------------------------------------- | ----------- | ---------------------------- |
| Berlin                                       | 892         | 3 782 202 (31 december 2023) |
| Berlins tätort                               | 3 742       | 4 828 765 (31 december 2023) |
| Berlin och Brandenburgs förorter tillsammans | 30 370      | 6 363 869 (31 december 2023) |

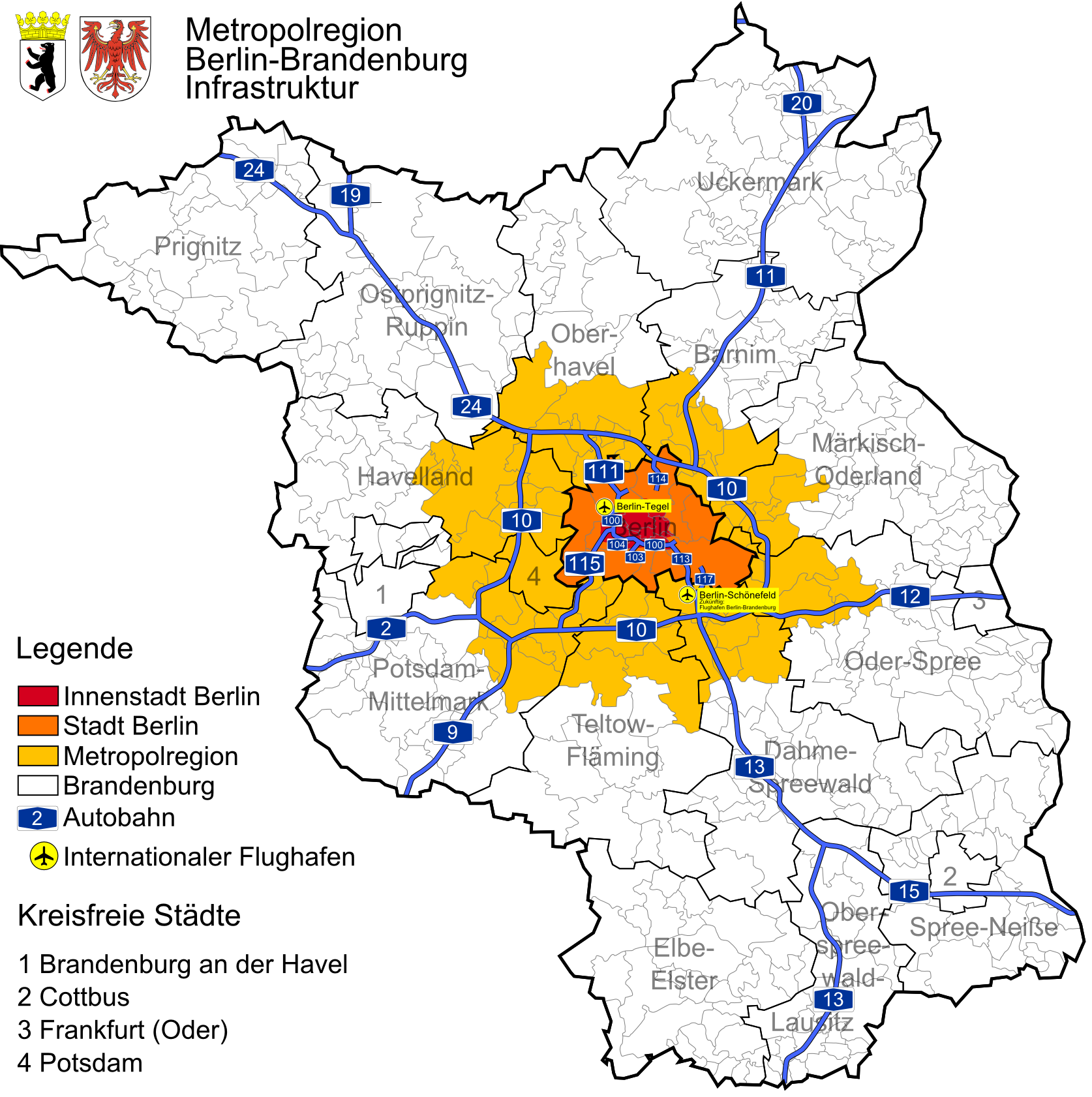
Infrastruktur i Berlin och Brandenburg
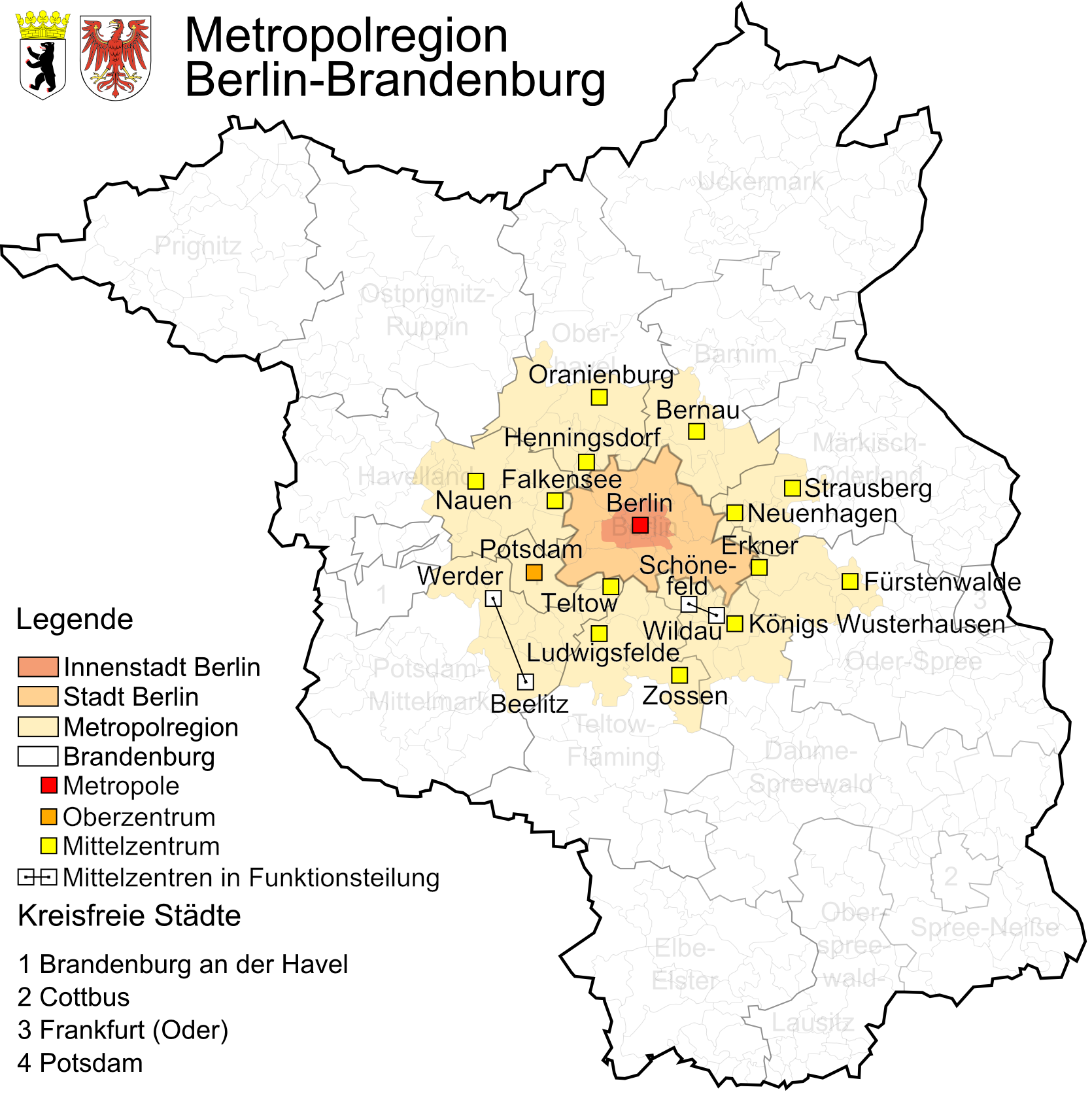
Större orter i storstadsregionen

## Demografi

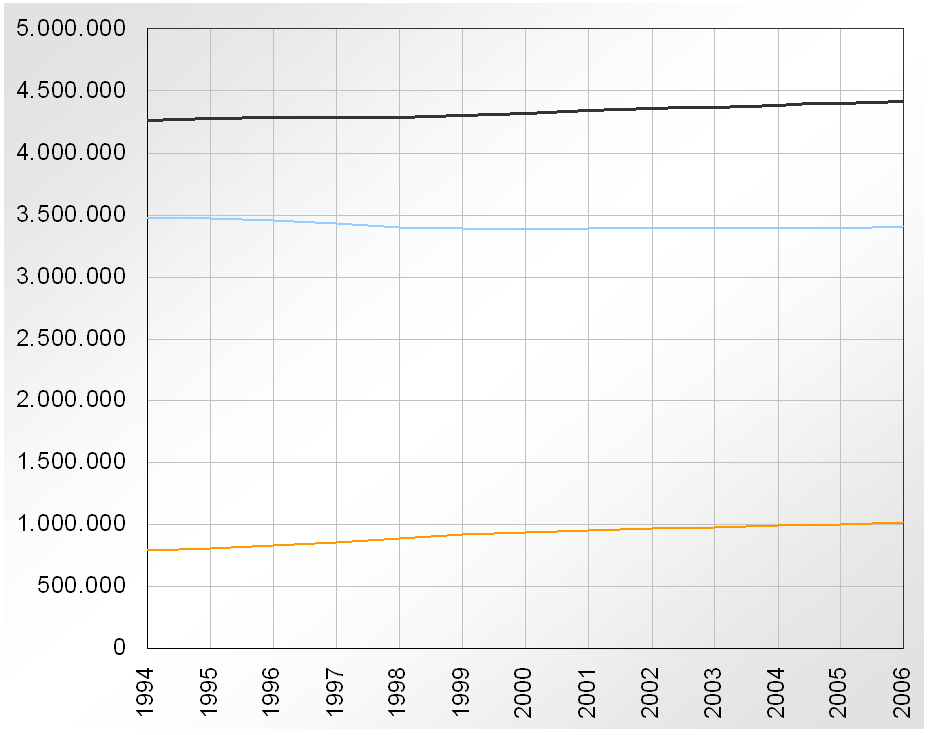
Storstadsregionens folkmängd: Berlin i blå, angränsande områden i orange, tillsammans i svart

Storstadsregionens befolkning uppvisar större förändringar sedan Tysklands återförening. Mellan 1989 och 1994 flyttade många personer till Berlin. Mellan 1995 och 2000 minskade antalet invånare däremot i staden då många personer flyttade till villaområden utanför Berlins gräns. Efter sekelskiftet blev folkmängden i Berlin konstant på grund av att Tysklands regering flyttade från Bonn till Berlin. Dessutom flyttade cirka 20 myndigheter till Berlin.
Omlandets folkmängd har sedan 1995 ökat oavbrutet. Berlins tätort omfattar metropolen Berlin, Potsdams regionala centrum och 17 sekundära centra:
- Bernau
- Strausberg
- Fürstenwalde
- Königs Wusterhausen
- Ludwigsfelde
- Nauen
- Oranienburg
- Erkner
- Neuenhagen
- Zossen
- Teltow
- Falkensee
- Hennigsdorf
- Wildau och Schönefeld
- Werder och Beelitz